# Wannweil
Wannweil è un comune tedesco di 5 129 abitanti, situato nel land del Baden-Württemberg.